# Rafael Guastavino Moreno
Rafael Guastavino Moreno  (Valencia, España, 1 de marzo de 1842 - Asheville, Estados Unidos, 1 de febrero de 1908) fue un maestro de obras y constructor español que desarrolló gran parte de su actividad en Estados Unidos. Creó el Guastavino system, un sistema de arco de baldosas, patentado en Estados Unidos en 1885.

## Biografía
Nacido de una familia con tradición musical y artística (uno de sus abuelos fue constructor de pianos y uno de sus tatarabuelos fue Juan José Nadal, el constructor de la arciprestal de San Jaime de Villarreal), pasó su infancia en Valencia, en un entorno arquitectónicamente muy rico, al lado de la catedral (se ha señalado la coincidencia en el tiempo con la restauración de la muy cercana Lonja de la Seda, que le habría dado la oportunidad de observar sus elementos constructivos).
Durante su adolescencia empezó a trabajar de aprendiz en un despacho de arquitectura local.
Se formó en la escuela de maestros de obras de Barcelona. El primer proyecto que firmó es la Casa Buxeda, de la Rambla 63-65 de Sabadell, que data de 1868. En Barcelona construyó la fábrica Batlló. y en la cercana localidad de Vilasar de Dalt construyó el Teatro de La Massa, con una bóveda de 17 metros de diámetro por 3,5 metros de flecha y un óculo central de 4 metros de diámetro. Cuando el edificio se inauguró, el 13 de marzo de 1881, él ya había partido hacia Estados Unidos.
Era católico practicante.
Publica sobre higiene urbana en El Porvenir de la Industria en 1875. Envió algunos planos de sus edificios y el proyecto «Mejora de las condiciones sanitarias en las ciudades industriales» a la Exposición Universal de Filadelfia de 1876, proyecto que le valió la medalla de bronce del jurado.
Su irregular vida familiar había provocado que su primera esposa, Pilar Expósito, hubiese emigrado a Argentina con los tres hijos que había tenido con él, y Guastavino entabló una relación con Paulina Roig, con la que tuvo un hijo, Rafael, en 1872.
En 1881 un juez del distrito de San Pedro, Barcelona, dicta orden de busca y captura contra él por alzamiento de bienes. Dicho año se trasladó a Nueva York con Paulina Roig, el hijo de ambos, Rafael, y las dos hijas de ésta. Sin embargo, Paulina y sus dos hijas regresaron a España ese mismo año.
Entre 1882 y 1883 realizó ilustraciones de interiores y muebles de estilo renacimiento español para la publicación «The Decorator and Furnisher».

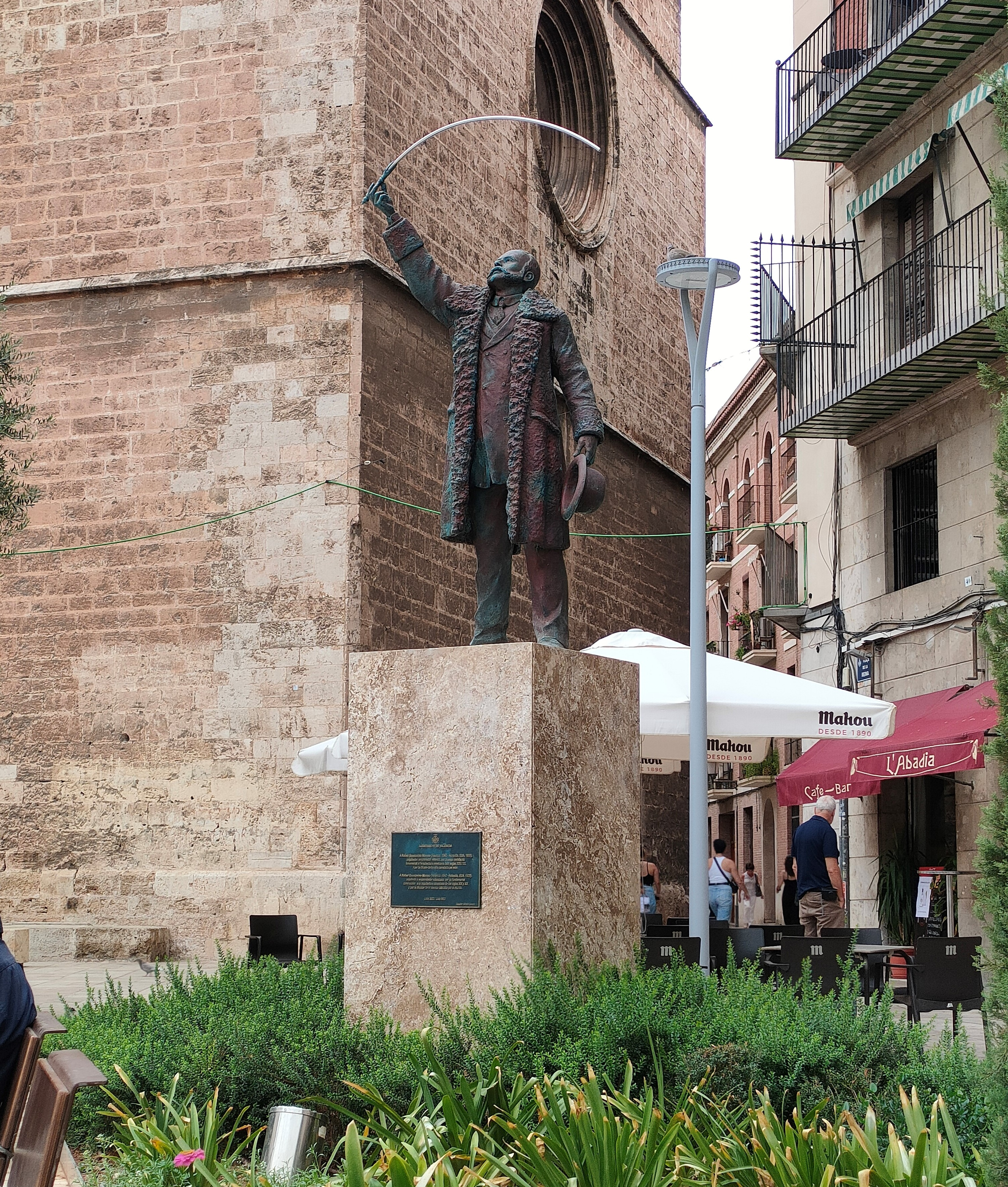
Estatua de Rafael Guastavino (2022), obra de Alfredo Llorens. Plaza de la Reina, Valencia.

Tras unos accidentados inicios (se arruinó en el pánico de 1884), alcanzó el éxito gracias a la utilización de su patente (registrada en 1885) de un sistema de construcción de bóvedas derivado de la construcción tradicional en la zona mediterránea española (Valencia), conocido como bóveda tabicada, de ladrillo de plano; fue denominado en inglés Tile Arch System, Guastavino system o Guastavino tile (baldosa Guastavino). Centrado en esta actividad, constituyó la compañía Guastavino Fireproof Construction Company  (destaca en el nombre la condición «a prueba de incendios» de sus materiales —había una gran sensibilidad por el tema tras los grandes incendios de Chicago en 1871 y de Boston en 1872).
La participación de Guastavino en las obras consistía en el diseño y elaboración de las bóvedas. Se pueden apreciar en numerosos edificios emblemáticos de la ciudad de Nueva York (Grand Central Terminal, el Great Hall de Ellis Island, zonas del Metro, zonas del puente de Queensboro, catedral de San Juan el Divino, Carnegie Hall, Museo Americano de Historia Natural —en Central Park Oeste—, Templo Emanu El, iglesia de San Bartholomé —en la Quinta Avenida—, City Hall, Hospital Monte Sinaí, etc.) y otras ciudades (Biblioteca Pública de Boston, Museo Nacional de Historia Natural y Edificio de la Corte Suprema de Estados Unidos —ambos en Washington—, etc.)
Asesoró al empresario Eusebi Güell en el diseño de bóveda de la fábrica de Cemento Asland, construida en 1901 en Castellar de Nuch.
Al final de su vida había construido con el sistema que él mismo ideó 360 edificios en Nueva York, un centenar en Boston, además de edificios en Baltimore, Washington D. C. o Filadelfia. Se retiró a su propiedad en Black Mountain (Carolina del Norte), llamada Rhododendron, actualmente considerada distrito histórico.
Guastavino falleció en febrero de 1908 en Ashville (Carolina del Norte), a donde se había trasladado a mediados de la década de 1890. Tras su muerte, en su necrológica, The New York Times le puso el sobrenombre de «arquitecto de Nueva York» por haber construido los edificios más importantes de la historia de la arquitectura de los EE. UU. Sus restos reposan en una cripta de la basílica de San Lorenzo de Asheville, que él mismo diseñó en 1905. Su hijo menor, Rafael Guastavino Roig (o Rafael Guastavino Junior, Barcelona 1873-Nueva York 1950), también arquitecto, continuó la empresa familiar.
En la Exposición Mundial Colombina de Chicago de 1893 construyó el Pabellón Español, que era una réplica de la Sala de Contratación y de la torre de la Lonja de la Seda de Valencia.
El reconocimiento de su importancia para la arquitectura estadounidense le llegó muy tardíamente (sus primeras citas en libros de arquitectura son de los años 1970), gracias al movimiento por la conservación de los edificios emblemáticos del pasado de Nueva York que se estaban derribando o corrían peligro.

## Patentes
- Structure of masonry and steel US915026A 1905-01-23 Application filed by Rafael Guastavino, Rafael Guastavino Jr, W E Blodgett, A E Robst
- Kiln for glazing tiles US670777A 1899-05-24 Application filed by Rafael Guastavino
- Masonry structure US947177A 1908-07-31 Application filed by Rafael Guastavino

## Galería

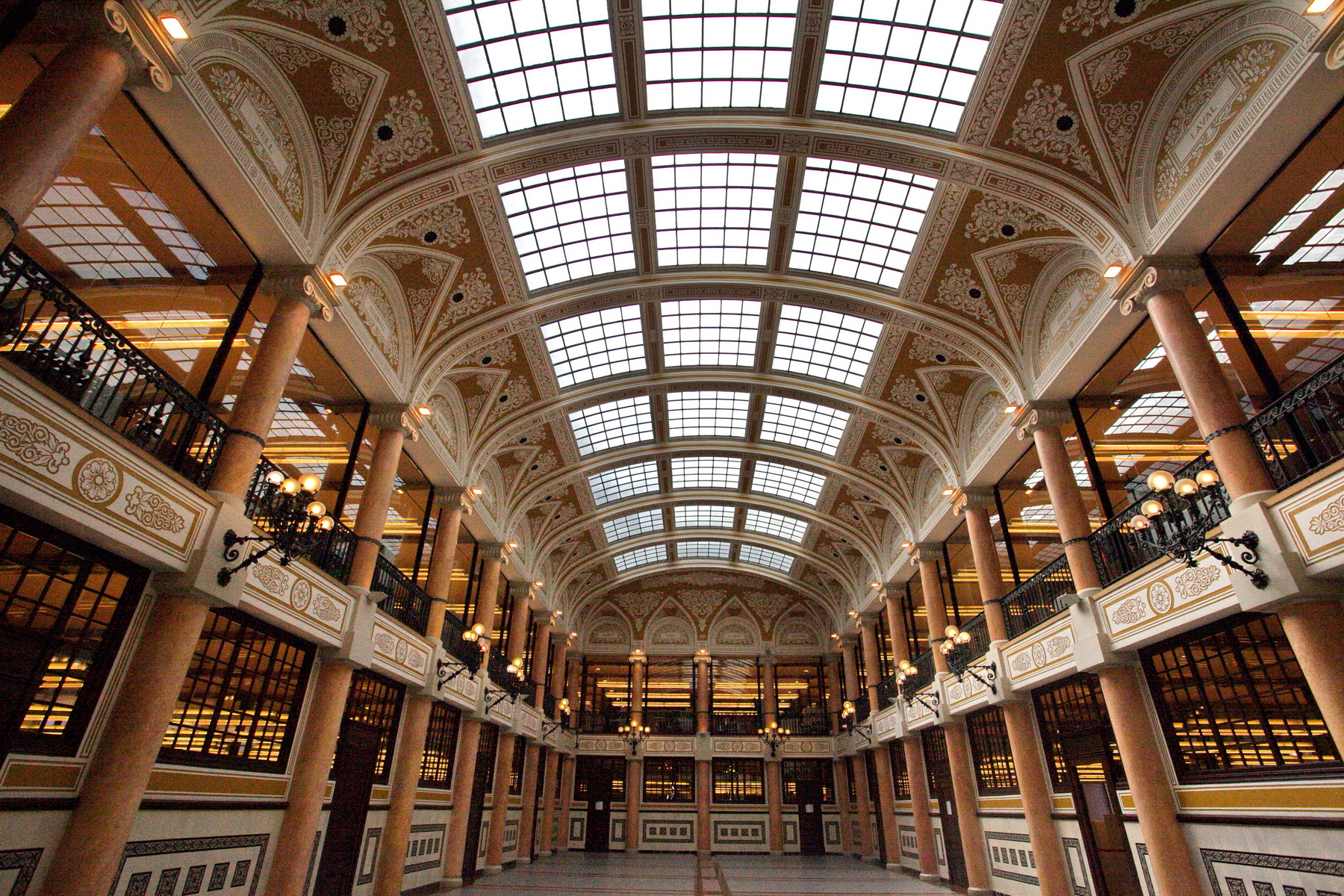
Fábrica Batlló, Barcelona.
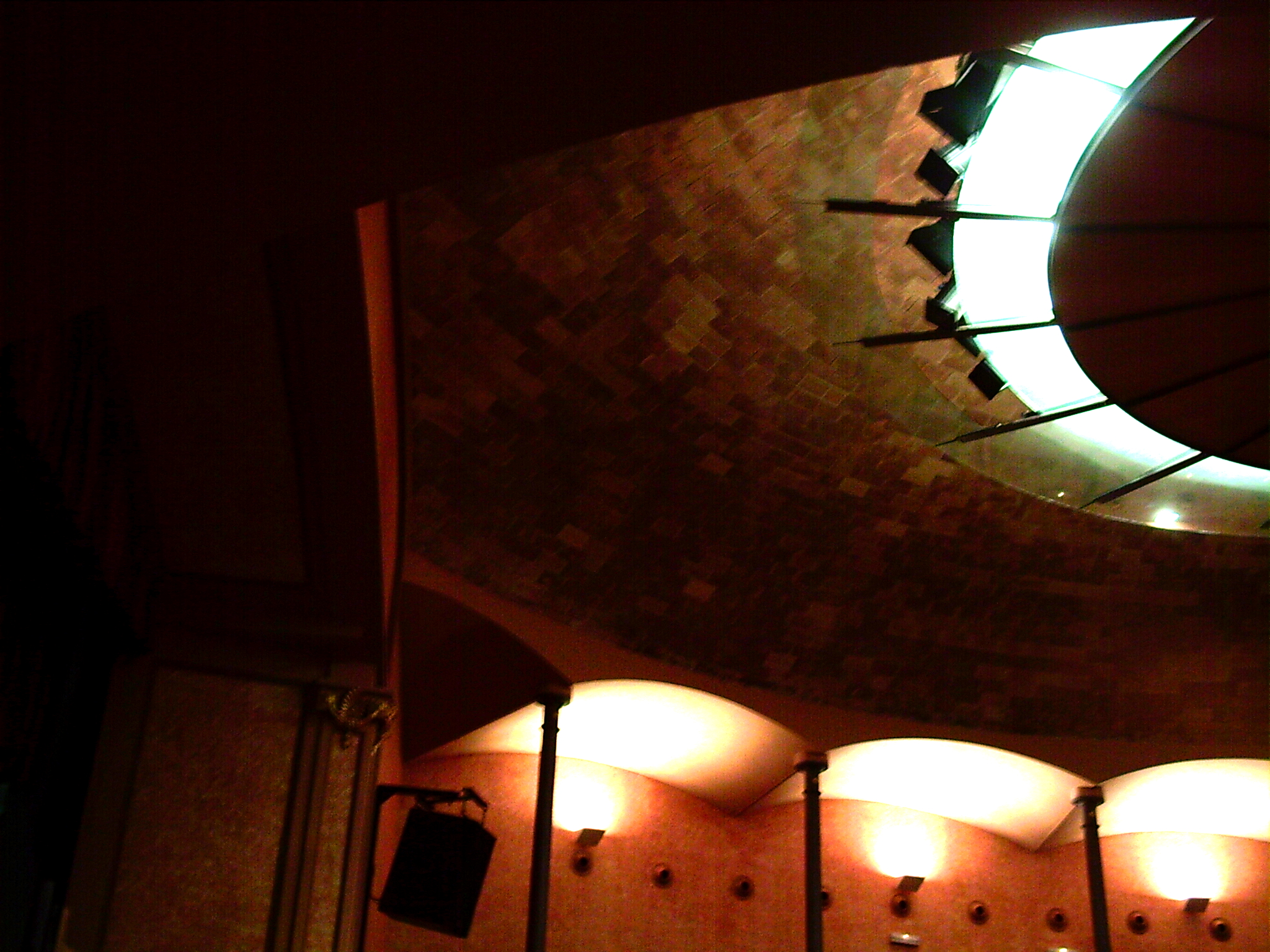
Teatro La Massa, Vilasar de Dalt.
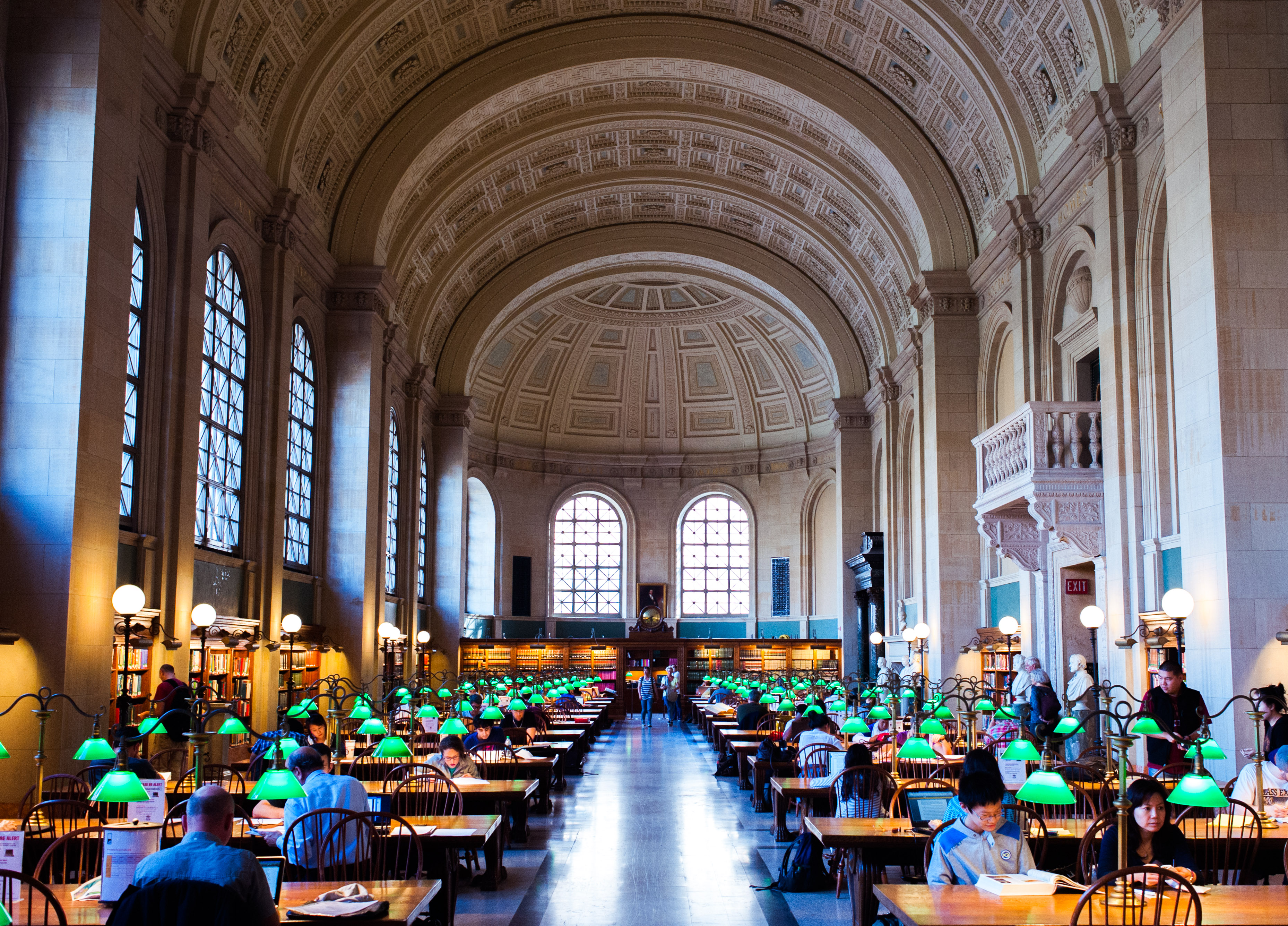
Biblioteca pública de Boston.
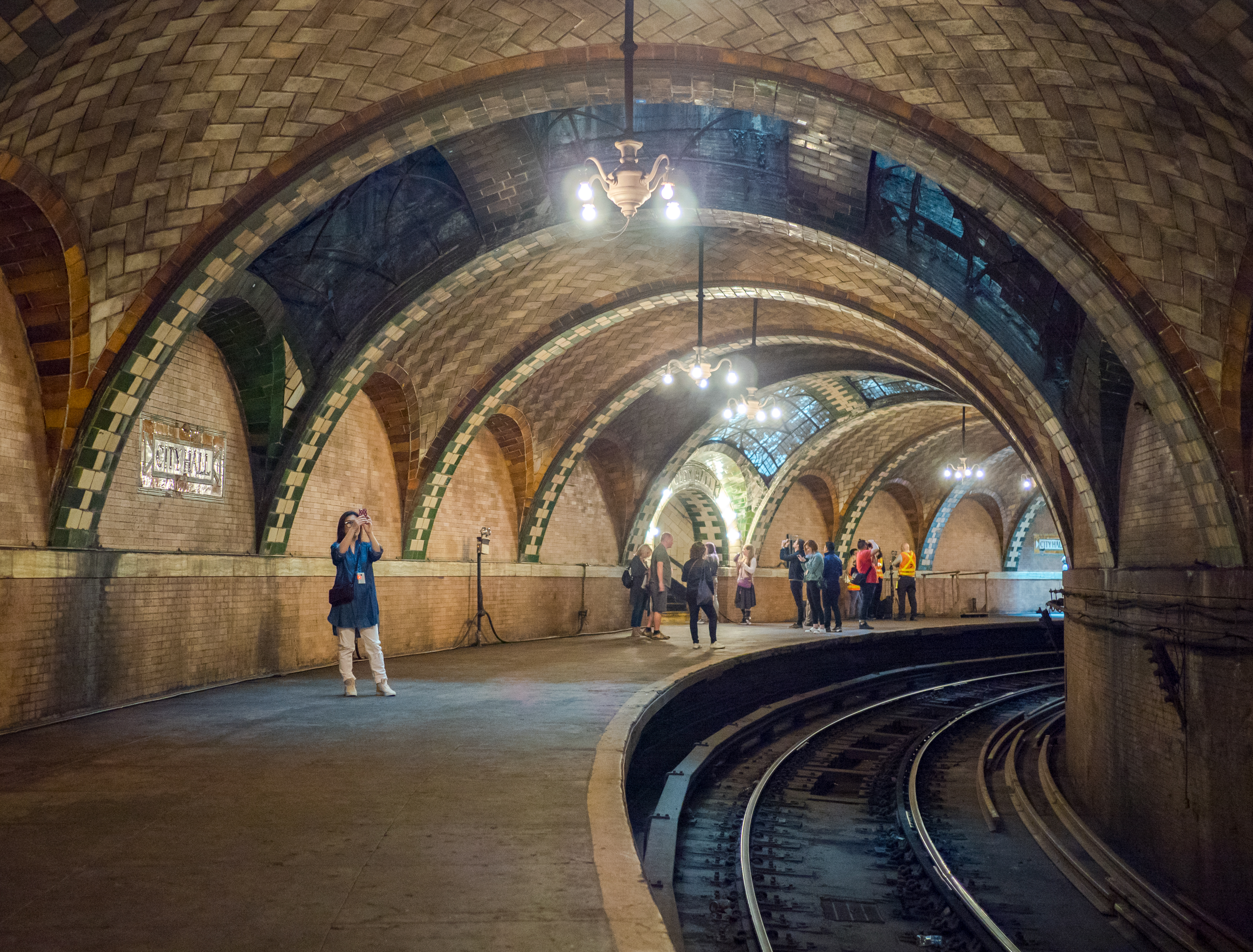
City Hall]], en Manhattan.
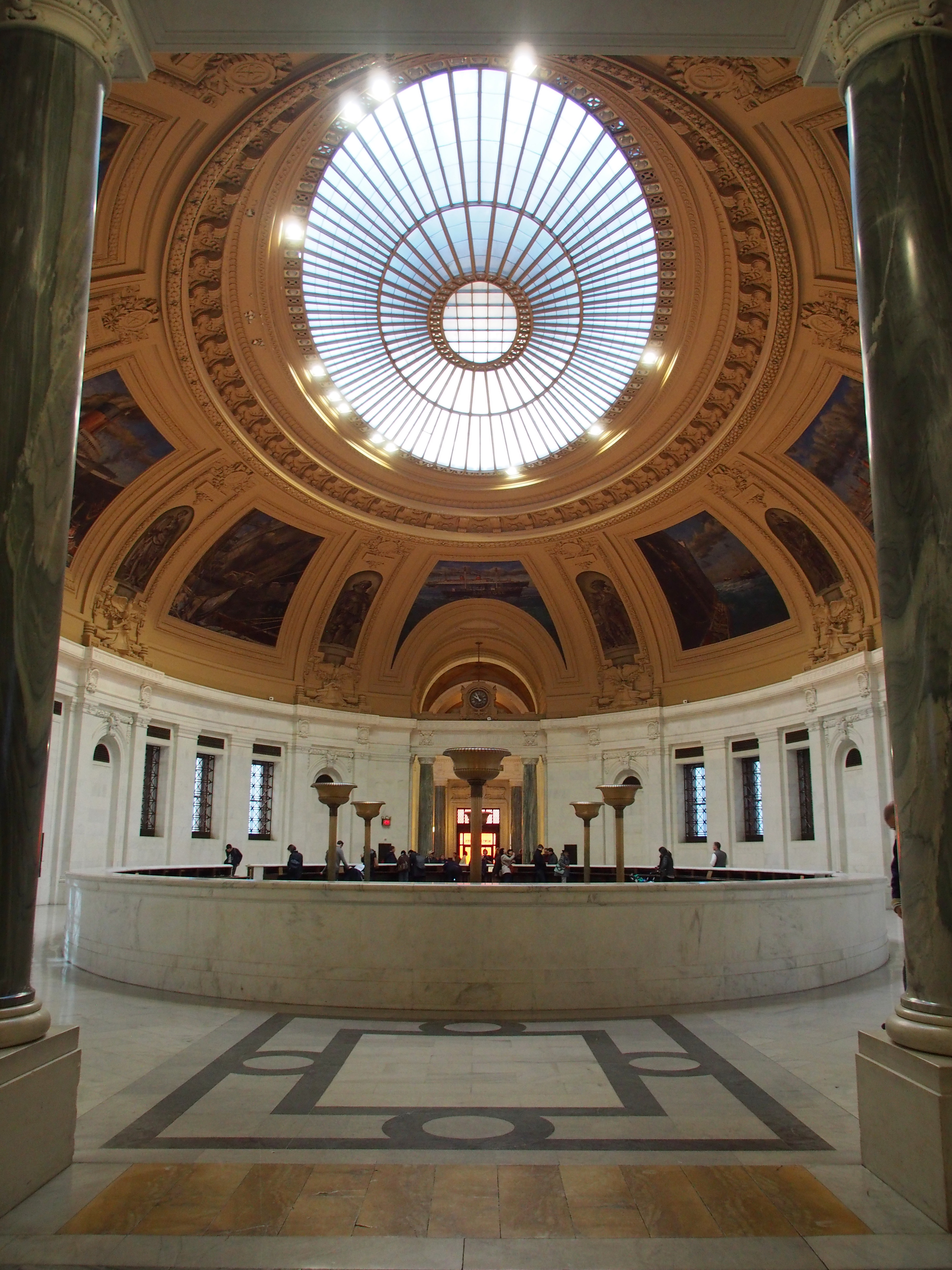
Cúpula del Alexander Hamilton U.S. Custom House, Nueva York.
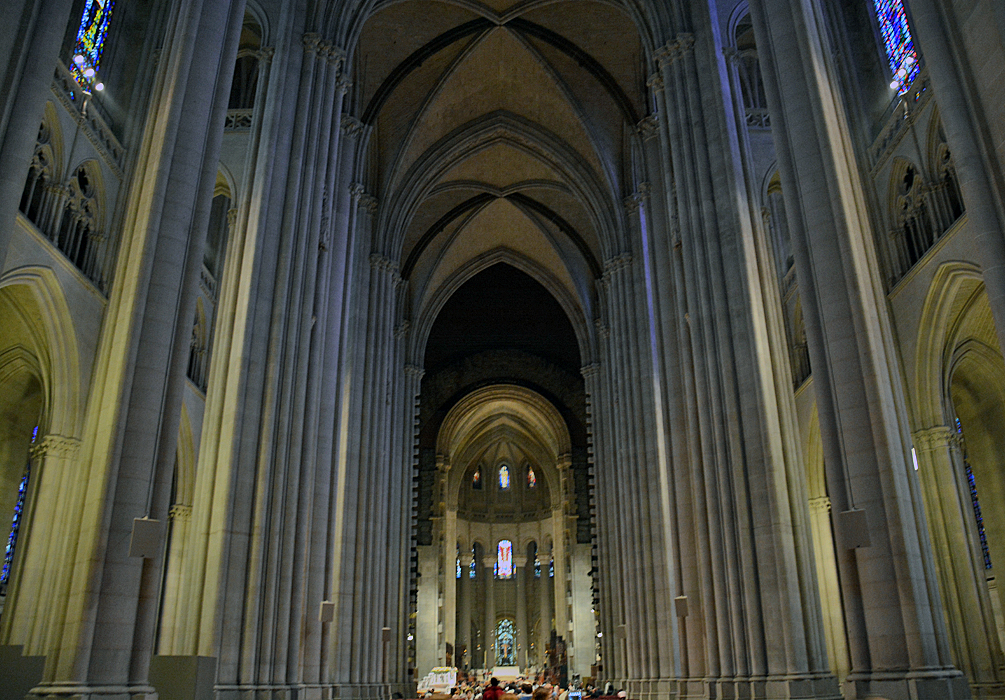
Bóvedas de la Catedral de San Juan el Divino, Nueva York.
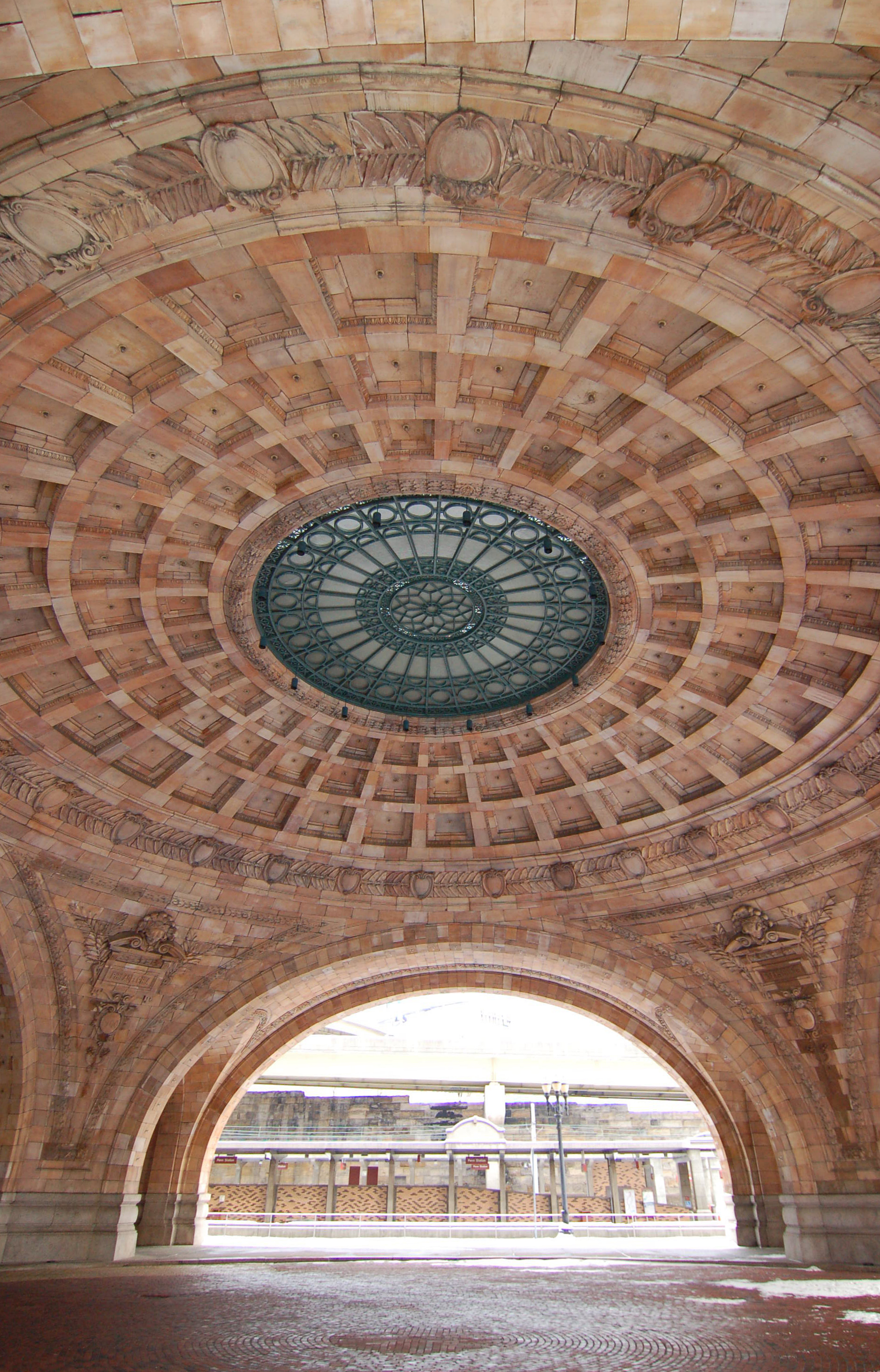
Union Station de Pittsburgh.
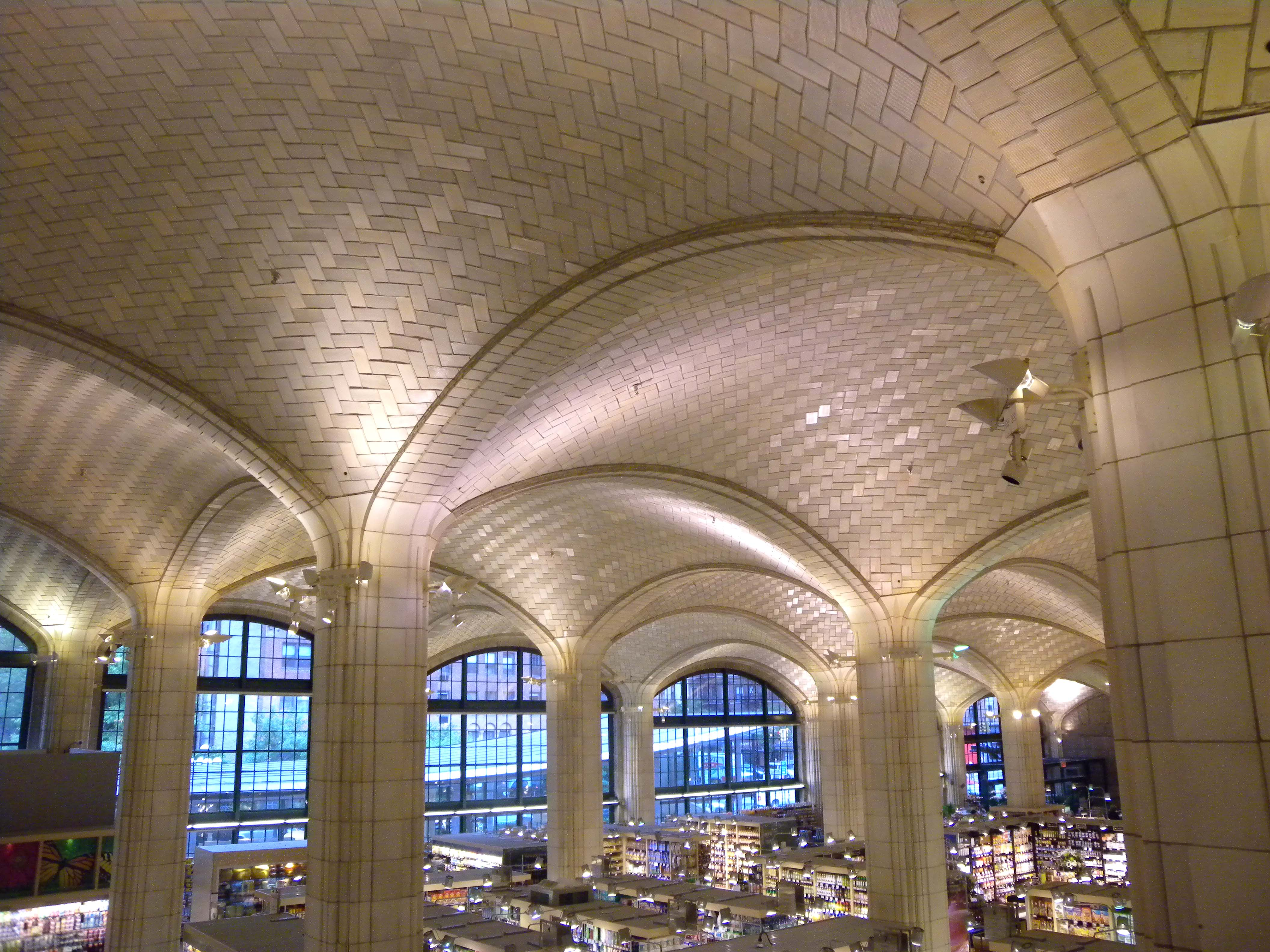
Bóvedas del Bridgemarket del puente de Queensboro.
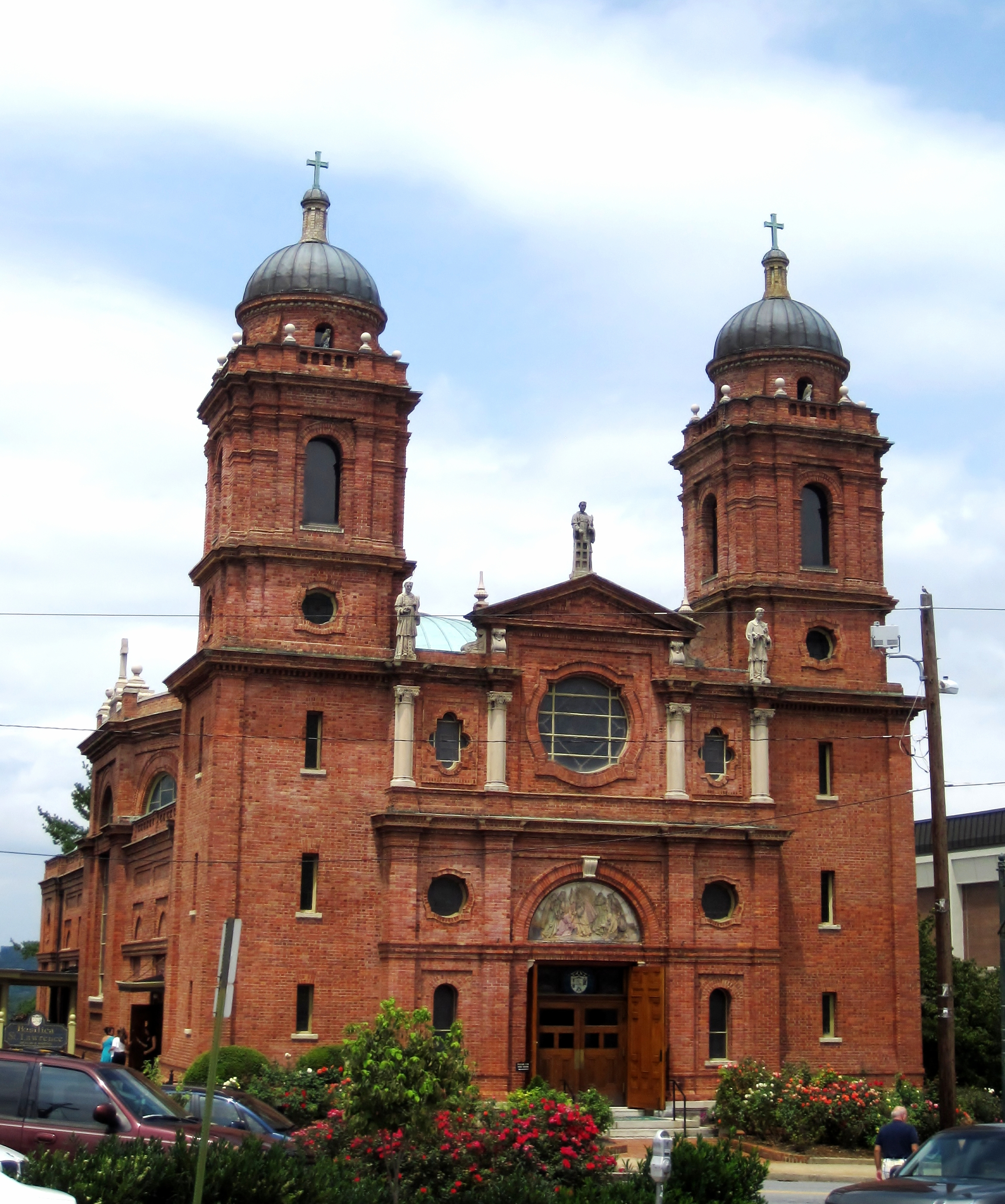
Basílica de San Lorenzo en Asheville.
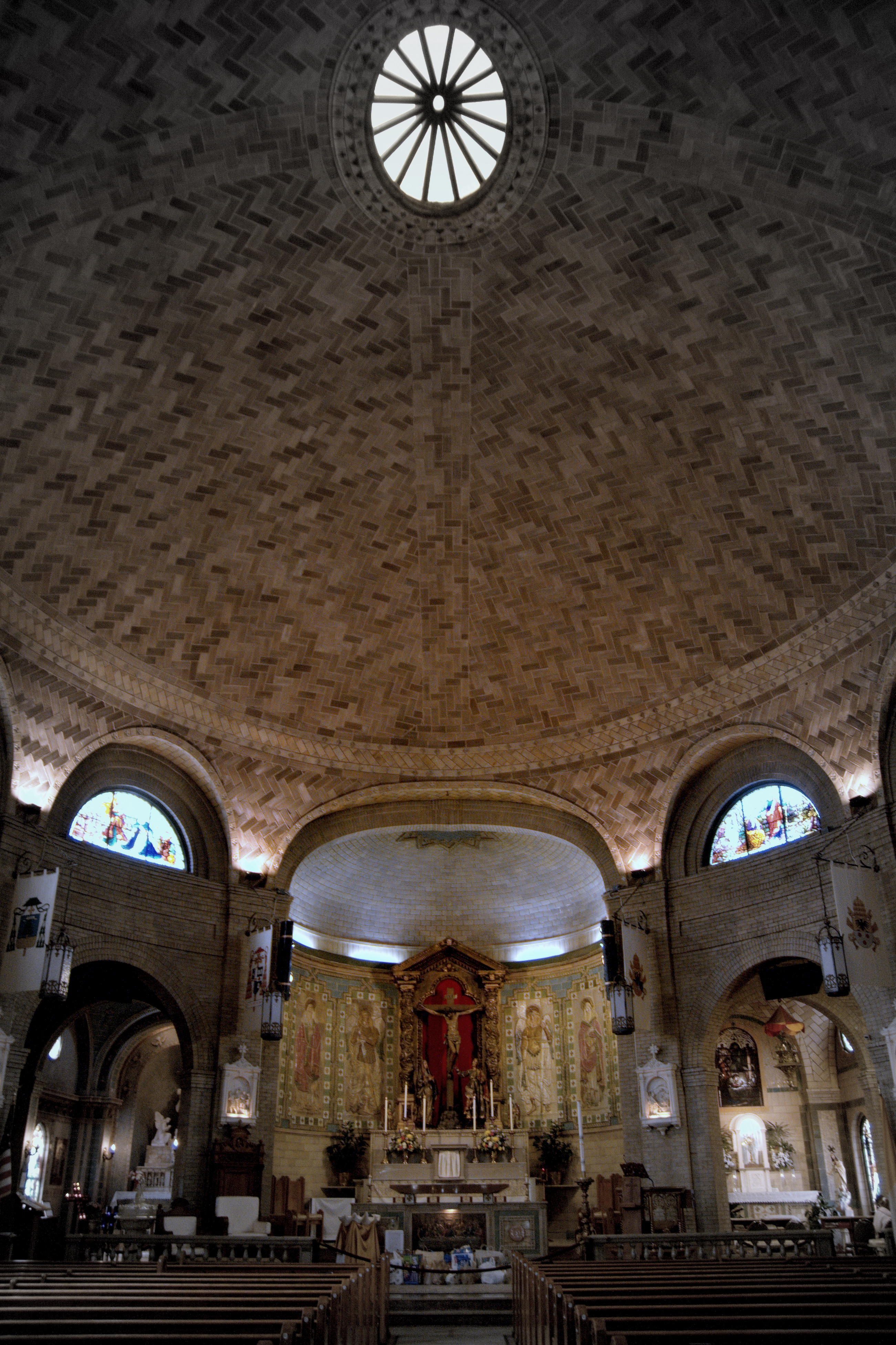
Basílica de San Lorenzo, vista de la cúpula.